# CGR-Typ B
Die als Typ B bezeichneten Fahrzeuge der Cape Government Railways waren Dampflokomotiven  mit der Achsfolge 2'C für 610-mm-Schmalspur. Sie wurden ab 1903 für den Einsatz auf der Avontuur Railway beschafft.

## Geschichte
Die Lokomotiven basierten auf der Konstruktion der Lokomotiven Nr. NG 1 bis 3, die auf der Hopefield Railway eingesetzt wurden. Zunächst waren wie bei diesen Achsfolge 1'C vorgesehen; man entschied sich dann aber für die Achsfolge 2'C, weil das führende Drehgestell auf der wesentlich kurvigeren Avontuur Railway bessere Laufeigenschaften versprach. Die Konstruktion und das Aussehen der Lokomotiven blieben rein amerikanisch, obwohl sie von britischen Herstellen beschafft wurden.
Die SAR übernahm 1910 alle sechs Lokomotiven und gab ihnen die neuen Nummern NG 27–32. 1911–13 beschaffte die Bahn von Kerr Stuart und W. G. Bagnall drei weitere Maschinen, welche die Nummern NG 36–38 erhielten. Sie hatten gegenüber den ersten Exemplaren verlängerte Kesselrohre und damit eine größere Heizfläche und wurden deshalb als Improved B bezeichnet. 
SAR-Klassenbezeichnungen für Schmalspurlokomotiven wurden zunächst nicht eingeführt; dies geschah erst in den späten 1920er-Jahren, als die ehemaligen CGR-Lokomotiven bereits zur Ausmusterung vorgesehen waren. Möglicherweise war die (nicht anderweitig belegte) Klasse NG 8 für diese Lokomotiven vorgesehen.
Die Typ B verrichteten bis zu ihrer Ablösung durch neuere Lokomotiven den größten Teil des Streckendienstes auf der Avontuur Railway. Ein Exemplar wurde während des Ersten Weltkriegs dauerhaft auf die Hopefield Railway verlegt, und vorübergehend kamen die Typ B auch in Südwestafrika und möglicherweise Natal zum Einsatz. 
Eine Lokomotive, Nr. NG 27, wurde 1927 an die Eastern Province Cement Company (EPCC) verkauft, die eine von der Avontuur Railway abzweigende, etwa 19 Kilometer lange Strecke betrieb, über die das Zementwerk mit Kalkstein beliefert wurde. Die Maschine wurde 1930, als größere Reparaturen notwendig gewesen wären, durch eine fabrikneue Lokomotive ersetzt, die der Klasse NG 10 der SAR entsprach. 
Nachfolgeklasse des Typ B wurde die Klasse NG 9 der SAR. Diese von Baldwin gelieferten Lokomotiven unterschieden sich, abgesehen von Abweichungen in den Kesseldimensionen, vor allem durch ihre Heusinger-Steuerung von den Improved B, die mit einer Stephenson-Steuerung versehen waren.
Die bei der SAR verbliebenen B und Improved B wurden bis 1931 ausgemustert und verschrottet; kein Exemplar ist erhalten geblieben.